# 松岡孝
松岡 孝（まつおか たかし）は、日本の放送作家。

## 来歴・人物
日本大学芸術学部放送学科卒。大学卒業と同時に、塚田茂が主宰する「スタッフ東京」の立ち上げに参加。同期入社に、現在、放送作家・タレントとして活躍する高田文夫がいる。塚田から番組構成等のノウハウを学び、1981年に「スタッフ東京」から独立。ＴＢＳ「8時だョ！全員集合」の構成に携わり、故いかりや長介氏からの信頼を得、実力を発揮する。同時にフジテレビ「クイズドレミファドン！」ほか多数の番組をヒットさせ、「8時だョ！全員集合」の後番組として1986年にスタートしたＴＢＳ「加トちゃんケンちゃんごきげんテレビ」では、作家メンバーの中心的存在として活躍。志村けんがフジテレビで「だいじょうぶだぁ」を立ち上げる際にもチーフライターとして参加。ドリフターズや志村けんのコントやギャグの中には、松岡の発案であるものが多く、コント作家としてはTV界の第一人者である。その後も放送作家として活動を続けている。作家としては主に志村けんの出演番組に多く関わった。
かねてから番組制作現場の若手に独創性のある人材が少なくなってきたことを嘆いていたが、自ら新人の発掘・育成に乗り出す決意を固め、社会人・学生のマスコミ志望者向け講座『テレラジ・エリートセミナー』の立ち上げを発案。大山のぶ代が学校長を務める音響芸術専門学校で開講し、自ら主任講師兼ナビゲーターとしてセミナーを取り仕切っている。

## 作品

### テレビ番組
- 「8時だョ!全員集合」
- 「笑アップ歌謡大作戦」
- 「夜のヒットスタジオ」
- 「クイズドレミファドン!」
- 「ひるのプレゼント」
- 「加トちゃんケンちゃんごきげんテレビ」
- 「志村けんのだいじょうぶだぁ」
- 「志村けんのバカ殿様」
- 「噂のどーなってるの?!」
- 「こたえてちょーだい!」
- 「発掘!あるある大事典」

など。

### 映画
- 「ピーマン80」（東宝1979年）

## 著書
- 『テレビ作家がマジメに書いたヒット企画の方程式』実業之日本社、1986年1月10日。NDLJP:12276170。

## エピソード
- カニ料理屋を開業した際、開店パーティーに訪れたビートたけしがシャレで食中毒での急病を装ったところ、客やスタッフが真に受けて大騒ぎになった。
- 本人はタレントではないが、そのコミカルやな風貌や東北弁が買われて、山城新伍とCMで共演した経験がある。